# Impératrice des Racnoss
L'impératrice des Racnoss est un personnage fictif de la série Doctor Who.
Elle est la dernière survivante de la race des Racnoss, araignées géantes carnivores détruites par les Seigneurs du Temps. Lors de la formation du Système Solaire, un vaisseau Racnoss transportant les survivants est passé à l'endroit où devait se former plus tard la Terre. Par ailleurs, sous l'effet de la gravité, leur vaisseau attira autour de lui de plus en plus de fragments de roches, devenant la fondation de la Terre. La race entra en sommeil prolongé, excepté l'impératrice, qui revint à Noël 2007 pour réveiller ses enfants à l'aide de particules Huons développées par l'institut Torchwood, et faire un festin de la race humaine. Mais Le Docteur, avec l'aide de Donna Noble, l'arrêta et noya les enfants de l'impératrice, alors que l'impératrice était tuée dans son vaisseau par un assaut de l'armée lancé par Harold Saxon.